# Den barmhärtige samariern

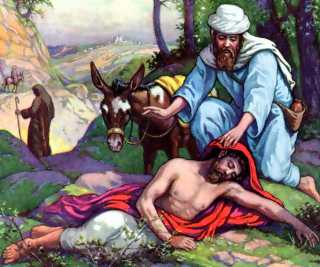
Den barmhärtige samariern.

Den barmhärtige samariern eller Den barmhärtige samariten kallas en parabel i Lukasevangeliet 10:25–37 i Nya Testamentet, där Jesus berättar om en överfallen man. Berättelsen går ut på att man ska älska sin nästa och att det ska visas i handling. 
Efter att mannen blivit överfallen av rövare, mellan Jerusalem och Jeriko, lät rövarna honom ligga halvdöd. En förbipasserande präst noterade mannen och vek därvid åt sidan och gick förbi. Likaså kom en levit som vek åt sidan och gick förbi. Båda dessa personer hade hög status som kunniga i Bibelns lagar. Sedan passerade en samarier (i äldre översättningar samarit) som fick se mannen och fylldes av medlidande. Samarierna och judarna låg sedan länge i konflikt, bland annat för att judarna menade att samarierna slutat leva efter judisk lag, och på Jesu tid hade rykte om sig som opålitliga. Samariern skötte om mannens sår och tog honom till ett värdshus, där samariern betalade för mannens vistelse. Den barmhärtige samariern skulle i Jesu berättelse symbolisera ens nästa, vid tillämpning av sentensen "älska din nästa som dig själv".
Med sin liknelse utmanade Jesus de fördomar som var vanliga. Den vanliga tolkningen av lagen om att älska sin nästa (eller medmänniska) som sig själv bland judarna var att den bara skulle tillämpas på andra judar. När Jesus fick frågan om vem som var deras nästa, ville frågeställarna antagligen få en definition på vilka som inbegreps i den kategorin. Med sitt svar visade han att en i deras ögon föraktad samarier kunde visa sig vara en bättre medmänniska än en präst eller en levit som hade ett högt anseende. Han frågade också: "Vem av de här tre visade sig vara mannens nästa?" och fick svaret: "Den som hjälpte honom", vilket antyder att de inte ville säga rakt ut att en samarier var deras nästa.
Denna berättelse är upphovet till begreppet samarit som betecknar en barmhärtig person eller hjälpare och används bland annat i ordet hemsamarit, en yrkesgrupp som hjälper behövande.